# 라경민
라경민(1976년 11월 25일~)은 대한민국의 전 여자 배드민턴 선수로 현재 한국체육대학교 체육학과 교수를 맡고 있다.
라경민은 김동문과 함께 복식조를 이루어 국제대회 70연승, 14개 대회 연속 우승 등 뛰어난 성적을 기록하며 1990년대 후반부터 2000년대 초까지 세계 최강의 혼합 복식조로 군림했다. 그러나 세계 대회에서의 독보적인 성적에도 불구하고 올림픽에서는 2000년 시드니 올림픽 및 2004년 아테네 올림픽 혼합 복식 8강에 머물렀다. 2004년 아테네 올림픽 여자 단식에서는 동메달을 획득하기도 했다. 2005년에 혼합 복식 파트너였던 김동문과 결혼하여 남편과 함께 캐나다 유학길에 올랐으며, 캐나다에서 2007년 첫째 아들 한울과 2008년 딸 한비를 출산했다. 2007년 2월 출산을 위해 은퇴했던 그녀는 2009년 9월경 친정팀인 대교눈높이로 복귀하여 제2의 선수생활을 시작했다.
2020년 8월 25일에 한국체육대학교의 교수로 정식 임용됐다.